# Murallas de Almenara
Las murallas de Almenara se encuentran en el municipio del mismo nombre, en la comarca de la Plana Baja, de la provincia de Castellón. Están catalogadas como Bien de Interés Cultural, según consta en la Dirección General de Patrimonio Cultural de la Generalidad Valenciana, con número de anotación ministerial R-I-51-0010206, y fecha de anotación 15 de mayo de 1998.

## Descripción histórico-artística
No se sabe a ciencia cierta la fecha de construcción del doble recinto amurallado. Algunos autores consideran posible que se construyeran durante el siglo XVI. Pese a estas opiniones, también pudiera ser que su origen fuera islámico, llevándose a cabo en el siglo XVI una reconstrucción, entre 1543 y 1553, por el arquitecto mosén Miguel de Santander, estando al frente de las obras el picapedrero alavés Pedro Montoya.

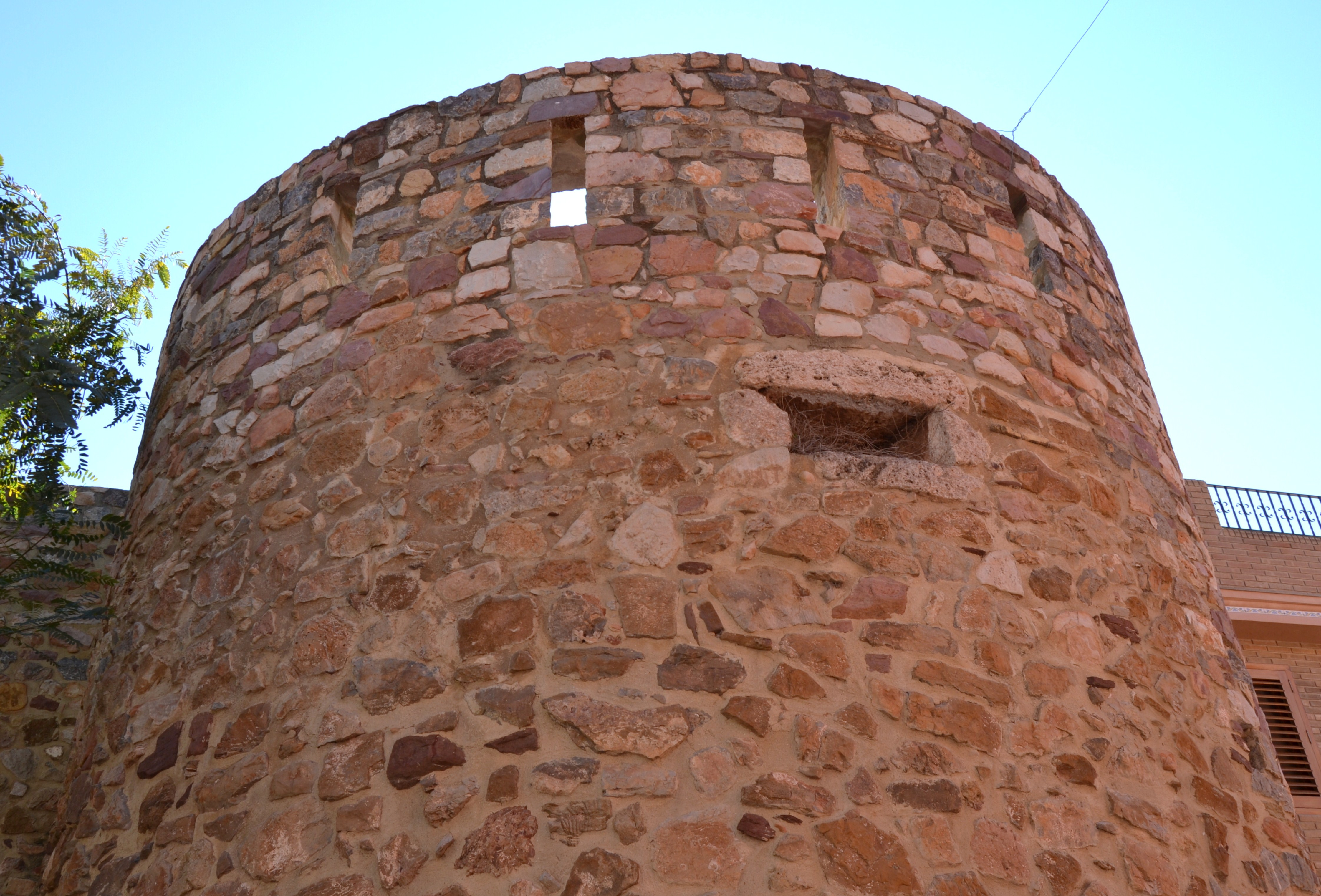
Torre de la muralla

El recinto amurallado de Almenara contuvo la población hasta bien prácticamente finales del siglo XVIII (1798). Constaba de tres puertas, la de Valencia, la de Barcelona y la de la Vall. Las murallas formaban dos rectángulos concéntricos separados por aproximadamente tres metros, distancia que se denominaba Corredor de la Muralla. Sólo quedan restos del recinto amurallado exterior, ya que los muros del recinto interior, que tenían casi un metro de espesor, se utilizaron como parte de las casas que sobre él se adosaban. Por su parte, el recinto exterior era mucho más grueso, y estaba flanqueado por cuatro torres en los cuatro ángulos de su perímetro. Había otras dos torres, que se situaban en el centro de los muros norte y sur, de los cuales en la actualidad solo se conserva parte del torreón central del muro norte, el que se encuentra en la calle Molino; y de los torreones de las esquinas, el torreón noreste puede verse dentro de una parcela privada. Del resto del recinto amurallado se conservan tramos de lienzos de muro en la calle Cisterna, en interiores de casas, y en la calle Molino.
La población se expandió extramuros durante el siglo XIX y alrededor de 1820 la villa poseía extramuros, dos arrabales consolidados, el de la Vall y el de Valencia, de los que arrancó el crecimiento posterior. De este modo, la muralla fue poco a poco derribándose a medida que se producía el crecimiento urbano.